# 시애틀 컨트리 데이 스쿨

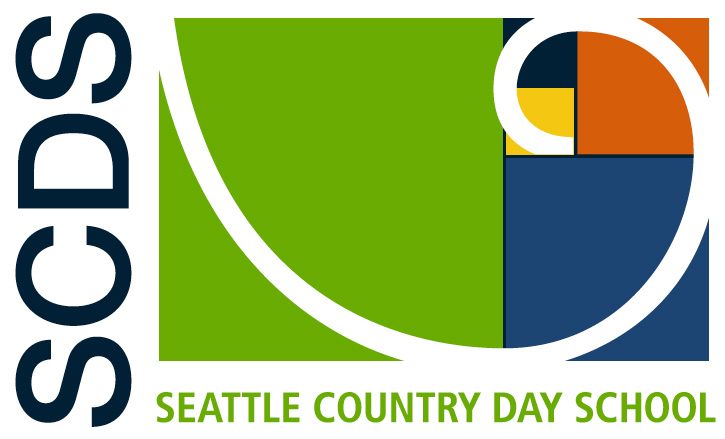

시애틀 컨트리 데이 스쿨(Seattle Country Day School)은 미국 워싱턴 주 시애틀에 있는 사립 8년제 초중고등학교이다.

## 개교
이 학교는 1964년에 첫 개교되었다.

## 트리비아
대한민국의 가수 겸 작곡가 손성훈이 1983년 이 학교를 졸업한 직후 대한민국 귀국하였고 아일랜드계 미국 혈통과 대한민국계 혈통의 혼혈 출신인 미국의 가수 낸시 조월 맥다니(Nancy Jowel McDonie)가 2007년 9월에 전입학하여 그 후 재학 중 수료 후 대한민국으로 이주했다.